# Dominique Dupuis
Pour l'écrivain français, voir Dominique Dupuis (écrivain).
Pour les articles homonymes, voir Dupuis (homonymie).

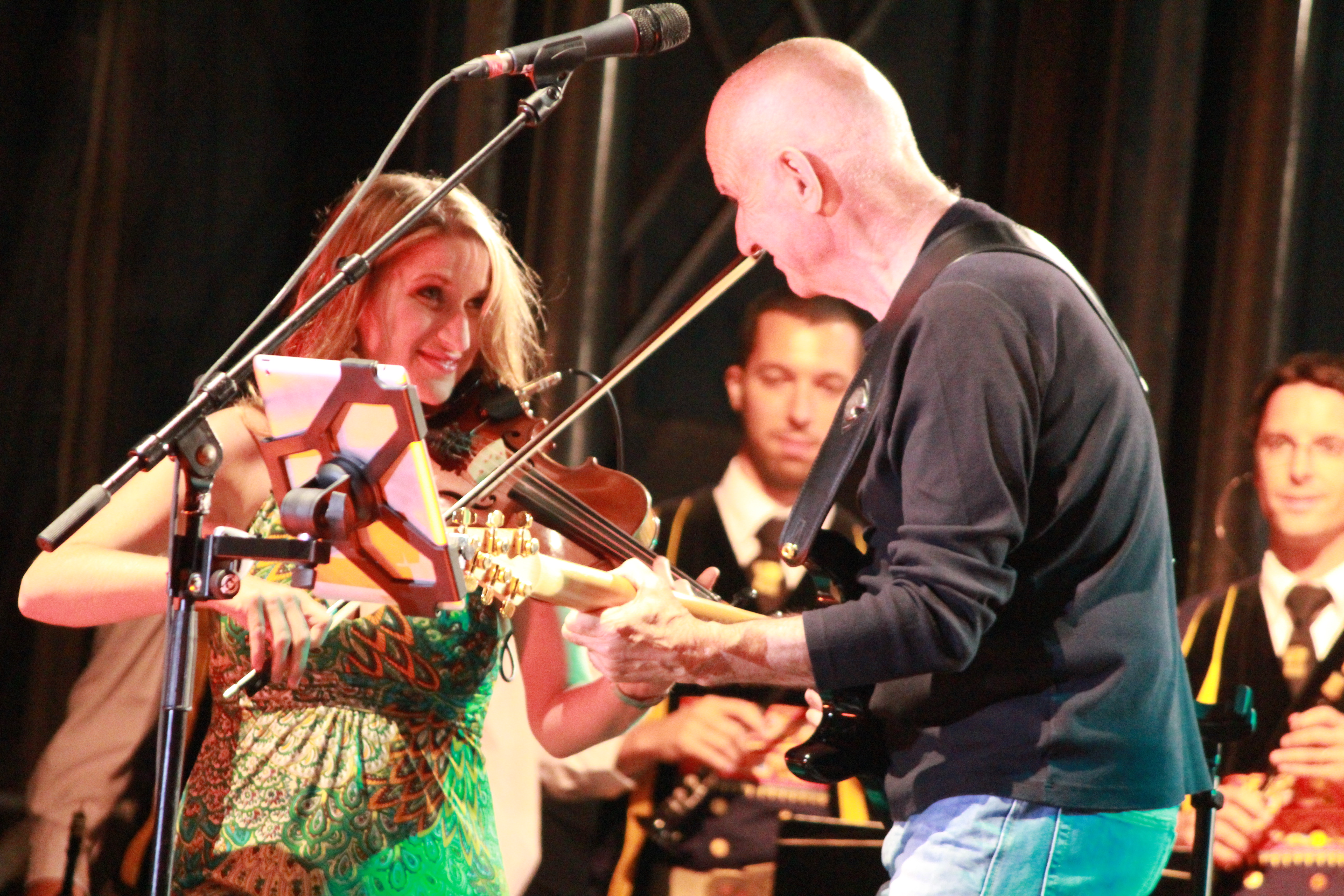
Dominique Dupuis en concert avec Dan Ar Braz.

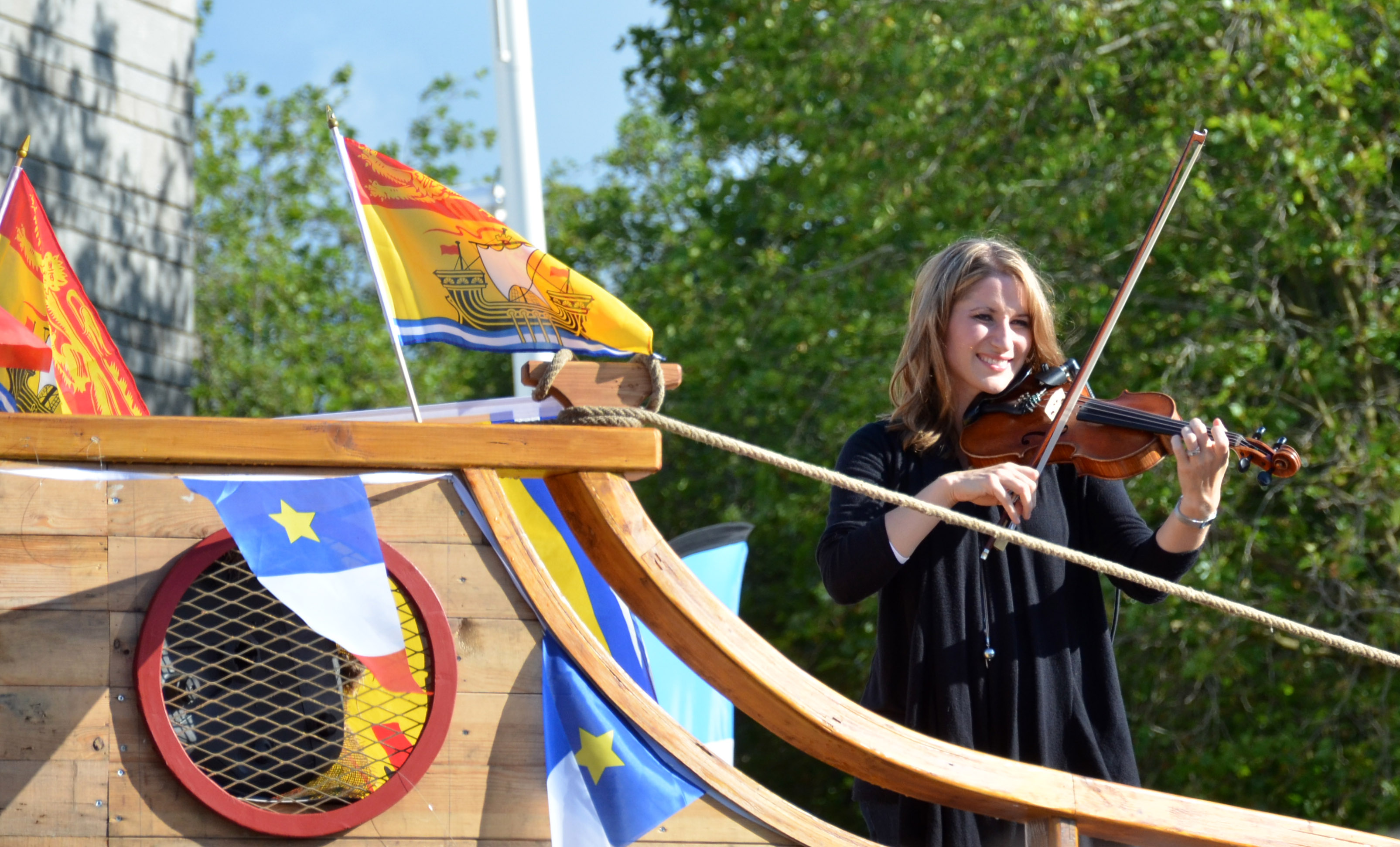
D. Dupuis, invitée d'honneur, en tête du Festival interceltique de Lorient de 2012 (où elle est venue la première fois quand elle avait 15 ans)

Dominique Dupuis est une violoniste acadienne née en 1987 à Memramcook, au Nouveau-Brunswick (Acadie, Canada). Son style est un mélange très dynamique de musique celtique et acadienne.
Elle mène une carrière de soliste internationale, avec notamment le Festival interceltique de Lorient où elle se produit régulièrement.

## Biographie
Dominique Dupuis a étudié la musique classique et la musique traditionnelle. 

Elle joue du violon dès l'âge de neuf ans, et se produit alors sur scène au Pays de la Sagouine, à Bouctouche. À 12 ans, elle a joué lors des cérémonies d'ouverture du Festival International de Louisiane, à Lafayette.
En 2000, elle sort son premier album, Le bonheur des coups d'archet, suivie en 2002 par Sans relâche. Elle s'est fait connaitre du public d'abord en Europe en 2002 lors du Festival de la Cité, à Lausanne, ainsi qu'à l'Expo '02, à Yverdon-les-Bains. Elle est la finaliste de l'artiste instrumental de la catégorie année au Gala 2003 East Coast Music. 
À partir de 2004, elle a joué de nombreuses fois au Festival interceltique de Lorient, en Bretagne et dans de nombreux pays, dont l'Italie, la France, les USA et bien d'autres.
Elle a été saluée par les médias français comme le jeune ambassadeur de charme de l'Acadie en 2004, puis invitée de marque en 2012 où l'Acadie était invitée du festival. En 2005, elle remporte le prix de la meilleure vitrine à la FrancoFête en Acadie à Moncton qui lui permettra de se rendre au ROSEQ à Rimouski.
Elle a participé au Championnat Canadian Grand Masters Fiddling. 
En 2012, elle reçoit les prix "Artiste féminine de l'année" et "Enregistrement instrumental de l'année", remis par l'association Musique Nouveau-Brunswick.

## Albums
- 2000 : Le bonheur des coups d’archet
- 2002 : Sans relâche
- 2008 : Bourrasque